# Alster (Itz)
Pour les articles homonymes, voir Alster.
L'Alster est une rivière de Bavière et de Thuringe, en Allemagne. Elle est un affluent droit de l'Itz, donc un sous-affluent du Rhin par le Main.

## Géographie
De 19 km de longueur, l'Alter prend source sur la commune de Maroldsweisach à environ 385 m d'altitude.
Elle conflue en rive droite de l'Itz au sud-est de Untermerzbach-Memmelsdorf in Unterfranken (de) à environ 255 m d'altitude et à l'ouest de Itzgrund.